# ミッシング・サン
『ミッシング・サン』（原題:Meadowland）は2015年に公開されたアメリカ合衆国のサスペンス映画である。監督はリード・モラーノ、主演はオリヴィア・ワイルドが務めた。本作はモラーノの長編映画監督デビュー作でもある。
本作は日本国内で劇場公開されなかったが、2016年10月12日にDVDが発売された

## 概略
サラとフィルは息子のジェシーを連れて小旅行をしていた。一行は休憩のためにガソリンスタンドに立ち寄ったところ、目を離した隙にジェシーがいなくなってしまった。その事件依頼、2人は精神を病んでしまった。フィルはグループカウンセリングに参加することで精神の平衡を保っていたが、サラは精神的に追い込まれる一方であった。そんなある日、サラは教え子のアダムが学校でいじめを受けているのを目撃した。アダムは自閉症スペクトラムを抱えており、養母のシャノンからも煙たがられていた。サラはアダムにジェシーの姿を重ね、「何としてでもこの子を守らねば」という思いを抱いた。しかし、それは彼女が抱える問題の解決ではなく、問題からの逃避でしかなかった。

## キャスト
- オリヴィア・ワイルド - サラ
- ルーク・ウィルソン - フィル
- ジュノー・テンプル - マッケンジー
- ジョヴァンニ・リビシ - ティム
- タイ・シンプキンス - アダム
- エリザベス・モス - シャノン
- スコット・メスカディ - ジェイソン
- マーク・フォイアスタイン - ロブ
- ケヴィン・コリガン - ジョー
- ジョン・レグイザモ - ピート
- エデン・ダンカン＝スミス - アルマ

## 製作
2014年2月11日、オリヴィア・ワイルドが本作に出演するとの報道があった。7月30日、ルーク・ウィルソン、ナターシャ・リオン、エリザベス・モスの出演が決まったと報じられた（リオンは結局出演しなかった）。8月18日、スコット・メスカディ、ジョヴァンニ・リビシ、タイ・シンプキンスがキャスト入りした。同日、本作の主要撮影がニューヨークで始まった。
2016年3月4日、本作のサウンドトラックが発売された。

## 公開・マーケティング
2015年4月17日、本作はトライベッカ映画祭でプレミア上映された。6月24日、シネディグムが本作の全米配給権を獲得したとの報道があった。9月22日、本作のオフィシャル・トレイラーが公開された。

## 評価
本作は批評家から絶賛されている。映画批評集積サイトのRotten Tomatoesには24件のレビューがあり、批評家支持率は96%、平均点は10点満点で6.95点となっている。また、Metacriticには11件のレビューがあり、加重平均値は67/100となっている。